# Inszei
Japánban az 1068-tól 1156-ig tartó időszakot hívjuk inszeinek, amikor is a háttérből a már lemondott, ill. visszavonult idős császárok kezében volt a valós hatalom.

## A kolostorba vonult császárok uralma (Inszei, 1068-1156)
Előzmények
Japánban az évszázadok során a központi kormányzat jelentősége fokozatosan gyengült, és a földek tényleges birtoklását egy egész sor nemesi család és vallási intézmény vette át, ám Japánt ugyanakkor megmentette sziget volta a külföldi hódítástól, a császári családot pedig az őket övezett vallási dicsfény (a Tennó vallási szerepe olyan erős volt, hogy a leplezetlen trónbitorlásnak még a gondolata sem merült föl soha) a trónharcoktól. Ugyanakkor az egyik nemesi família teljesen uralma alá vonta a császári családot, majdnem úgy, ahogy a Szoga-klán tette azt néhány évszázaddal korábban. Nakatomi (későbbi Fudzsivara család) Kamatari (a 645-ös Taika-reform két vezetőjének egyike) leszármazottai egyre nagyobb előkelőségek lettek az udvarnál, s a 9. században már az ő kezükben volt a legfőbb állami méltóságok többsége. Leányaikat beházasították a császári családba, s 858-ban Fudzsivara Josifusza régense lett a gyermek császárnak (aki nem elhanyagolható módon az ő egyik lányának volt a fia). Ez volt az első eset, hogy ezt a pozíciót a császári családon kívüli személy kapta meg.
A Fudzsivara-család a következő két évszázadban annyira kiépítette hatalmát az udvarban, hogy a 858-tól 1160-ig tartó időszakot csak Fudzsivara-korszak néven emlegetik. A család 995-től 1027-ig élte fénykorát. A császári család időnként megpróbálta elvitatni a Fudzsivara-vezetés jogosságát, de tartós sikert sohasem tudott elérni. Uda-császár, aki nem Fudzsivara anyától született, tett egy bátor kísérletet a 9. század végén, s ennek eredményeként 1068-tól majdnem a 13. századig gyakran a lemondott (visszavonult) császároké volt a végső szó az udvarban.
A visszavonult császárok székhelyét innek hívták, ezért az általuk betöltött szerep az inszei nevet kapta.

## Törekvések
1068-ban a Fudzsivara család olyan csapást szenvedett el, melyből a valóságban sosem álltak talpra. Go-Szandzsó személyében olyan császár került trónra, aki nem Fudzsivara anyától született, s aki el volt tökélve, hogy ő maga fog kormányozni. Az új császár harmincadik életévét is betöltötte már mikor trónra lépett, s gondos képzésben részesült az udvarban lévő Fudzsivara-ellenes csoportok tagjaitól.
Go-Szandzsó első politikai jellegű csapása a sóen (adófizető állami földből átalakult mezőgazdasági magánbirtok) elleni egyenes támadás volt. Olyan kirokusot (kormányhivatalt) létesített, amelynek feladata a sóeneket illető okmányok felülvizsgálata volt, beleértve a Fudzsivara családét is. Az okmányok között számosat hibásnak vagy hamisítottnak tituláltak. A császár hamarosan kihirdette minden, 1045 után engedélyezett magánbirtok lefoglalását.
(Ahogy kitűnik már ebből az intézkedéséből, ő maga és tanácsosai el voltak szánva a helyes cselekvés irányába, melyet minél hamarább véghez is akartak vinni.) Még mielőtt a sóenek kivizsgálását befejezték volna, hozzá is láttak a tartományi kormányzói tisztségek kinevezésének helyreállításához, melyek eleddig szintén a Fudzsivara-klán érdekeit szolgálták. A trón ura kinyilvánította, hogy vissza kíván térni a régi rendszerhez, mikor is maga végzi a kinevezéseket, és csak négyévi időtartamra. A tartományi kormányzóságok ily szigorú ellenőrzése nélkül a központosított kormányzás nem működhetett megfelelően, s így az uralkodó nem remélhette hatalmának optimális gyakorlását.
A Fudzsivara tisztviselők egy kitétellel beleegyeztek Go-Szandzsó követeléseibe. Kizárólag családi jellegű okokból azt kívánták, hogy Jamato tartomány hivatali személyét ne mozdítsák el helyéről, mert ő intézte azon a területen található, impozáns Fudzsivara családi templom nagyméretű helyreállítását.
Ettől függetlenül a császár és a vezető pozíciókat élvező család között meghasonlott a kapcsolat. Go-Szandzsó császárnak engedményeket kellett tennie a család irányába, mert attól tartott, hogyha a Fudzsivarák visszavonják szakértelmüket, a közigazgatás komoly károkat szenvedhet. Emiatt az uralkodó kénytelen volt belátni, hogy ellenfelei ereje annak a ténynek volt köszönhető, hogy hagyományosan igényelték valamennyi nagy fontosságú kinevezést és udvari címet. Ettől kezdve arra törekedett, hogy azáltal kerülje meg a Fudzsivara ellenállást, hogy a császári udvaron kívül új kormányzási központot létesít.

## Konzekvencia
Aztán 1072-ben Go-Szandzsó császár lemondott a trónról, hogy szerzetessé váljék (de lemondásának indítékai nem egészen tisztázottak), azonban előtte úgy rendelkezett a trónöröklésről, hogy a háttérből folytathassa az események irányítását, ugyanúgy, ahogy eddig a Fudzsivarák tették (így saját fegyverüket fordítva ellenük). A Fudzsivara főtisztviselők a császári közigazgatás formális szerkezetében továbbra is elfoglaltak minden, stratégiailag fontos pozíciót, kinevezést, és családjuk feje továbbra is kormányzó volt a bábcsászár mellett. Azonban ez a bábcsászár többé nem az ő befolyásuk alatt állt. A valóságos hatalom az éppen trónon lévő császár édesanyjának rokonaitól apjára vagy a császári család olyan egyéb tagjaira szállt, akik megelőzték a trónon. E korábban volt császárok a forma szerinti kolostorba vonulást választották, s ennek fortélyát igen hasznosnak vélték. Megszabadította őket az uralkodói tisztség túlságosan nagy mennyiségű szertartásától, mindamellett lehetővé tette számukra a színfalak mögüli irányítást.
Go-Szandzsó maga csak előre jelezte, előfutára volt annak a korszaknak, melyet inszeinek hívunk. Igazából fia, Sirakava és dédunokája, Toba alatt vált valódivá ez a rendszer. Azonban ennek is ára volt. Hogy megfelelően működtethessék ezt az életvitelt, Sirakava (1072-1086-ig uralkodott; 1129-ben halt meg) és Toba (1107-1123; meghalt 1156-ban) császár is arra kényszerült, hogy hatalmas, császári kormányzat által birtokolt földeket sóenné változtassanak.
Mindamellett a kolostorokból való uralkodás valóban nagyméretű pártoskodásra és színfalak mögüli irányításra adott alkalmat. Továbbá a trónon ülő császáron kívül egyidejűleg akár több, kolostorba vonult császár is lehetett, de csak a rangidős császárnak volt valós hatalma. Az ezen körülményekből adódó feszültség és politikai versengés Toba császár 1156-os halálát követően csúcsosodott ki.